# Papieska elekcja 1264–1265
Papieska elekcja 12 października 1264 – 5 lutego 1265 – odbyła się po śmierci papieża Urbana IV i zakończyła wyborem na jego następcę Klemensa IV. Był to jeden z niewielu przypadków wyboru dokonanego in absentia.

## Śmierć Urbana IV
Urban IV zmarł 2 października 1264 w Perugii. Jako papież nigdy nie odwiedził Rzymu, gdyż będąc Francuzem nie cieszył się popularnością wśród mieszkańców Wiecznego Miasta. W trakcie swojego pontyfikatu konsekwentnie dążył do likwidacji władzy Hohenstaufów w królestwie Sycylii i zastąpienia ich inną dynastią. W tym celu wszedł w sojusz z królem Francji Ludwikiem IX, oferując koronę sycylijską jego młodszemu bratu Karolowi Andegaweńskiemu. W 1264 roku pozycja króla Sycylii Manfreda Hohenstaufa w Italii była jednak bardzo mocna, a jego propapiescy przeciwnicy (gwelfowie) pozostawali w głębokiej defensywie.

## Lista uczestników
W elekcji wzięło udział osiemnastu z dwudziestu jeden kardynałów (w tym jedenastu Włochów, pięciu Francuzów, Anglik i Węgier). Prawdopodobni członkowie komisji elektorskiej zostali pogrubieni:
- Odon de Châteauroux (nominacja kardynalska: 28 maja 1244) – kardynał biskup Tusculum; prymas Świętego Kolegium Kardynałów
- István Báncsa (23 grudnia 1251) – kardynał biskup Palestriny; komendatariusz kościoła prezbiterialnego S. Marcello
- Raoul Grosparmi (24 grudnia 1261) – kardynał biskup Albano
- Jan z Toledo OCist (28 maja 1244) – kardynał biskup Porto e Santa Rufina
- Enrico Segusio (31 maja 1262) – kardynał biskup Ostia e Velletri
- Ancher Pantaleon (31 maja 1262) – kardynał prezbiter S. Prassede
- Guillaume de Bray (31 maja 1262) – kardynał prezbiter S. Marco
- Guy de Bourgogne OCist (31 maja 1262) – kardynał prezbiter S. Lorenzo in Lucina
- Annibale Annibaldi OP (31 maja 1262) – kardynał prezbiter Ss. XII Apostoli
- Riccardo Annibaldi (29 maja 1238) – kardynał diakon S. Angelo in Pescheria; protodiakon Świętego Kolegium Kardynałów; archiprezbiter bazyliki watykańskiej
- Ottaviano Ubaldini (28 maja 1244) – kardynał diakon S. Maria in Via Lata
- Giovanni Gaetano Orsini (28 maja 1244) – kardynał diakon S. Nicola in Carcere Tulliano; komendatariusz kościołów prezbiterialnych S. Crisogono i S. Lorenzo in Damaso; inkwizytor generalny Świętego Oficjum Inkwizycji
- Ottobono Fieschi (23 grudnia 1251) – kardynał diakon S. Adriano; archiprezbiter bazyliki liberiańskiej
- Giacomo Savelli (24 grudnia 1261) – kardynał diakon S. Maria in Cosmedin; komendatariusz kościoła prezbiterialnego S. Anastasia
- Goffredo da Alatri (24 grudnia 1261) – kardynał diakon S. Giorgio in Velabro
- Uberto Coconati (24 grudnia 1261) – kardynał diakon S. Eustachio
- Giordano Pironti (31 maja 1262) – kardynał diakon Ss. Cosma e Damiano
- Matteo Orsini Rosso (31 maja 1262) – kardynał diakon S. Maria in Portico; rektor prowincji Patrymonium

Jedenastu elektorów mianował Urban IV, sześciu Innocenty IV, a jednego Grzegorz IX.

### Nieobecni
Trzech kardynałów z nominacji Urbana IV (dwóch Francuzów i Włoch):
- Guy Foulques (24 grudnia 1261) – kardynał biskup Sabiny; penitencjariusz większy; legat papieski w Anglii i Irlandii
- Simone Paltineri (24 grudnia 1261) – kardynał prezbiter Ss. Silvestro e Martino; protoprezbiter Świętego Kolegium Kardynałów; legat papieski w Marchii Ankońskiej i księstwie Spoleto
- Simon de Brion (24 grudnia 1261) – kardynał prezbiter S. Cecilia; legat papieski we Francji

## Podziały wśród kardynałów
Kardynałowie dzielili się na dwie frakcje, skupione wokół przedstawicieli dwóch skonfliktowanych ze sobą rodów rzymskich, Giovanniego Gaetano Orsiniego i Riccardo Annibaldiego. Frakcję Giovanniego Orsiniego tworzyli kardynałowie Odon de Châteauroux, Raoul Grosparmi, Enrico Segusio, Ancher Pantaleon, Guillaume de Bray, Guy de Bourgogne, Giacomo Savelli i Matteo Orsini. Przeciwni mu byli Riccardo i Annibale Annibaldi, Goffredo da Alatri, Uberto Coconati, István Báncsa, Ottaviano Ubaldini, Jan z Toledo i Ottobono Fieschi.

## Przebieg elekcji. Wybór Klemensa IV
18 kardynałów zebrało się w Perugii 12 października 1264, jednak długo nie mogli osiągnąć porozumienia. Zażarte spory między nimi trwały przez prawie cztery miesiące bez żadnego rezultatu. Wiadomo, że rozważano także kandydatury spoza Świętego Kolegium, np. arcybiskupa Rawenny Filippo Fontany. Przedłużający się impas skłonił władze Perugii do przedsięwzięcia kroków w celu zmuszenia elektorów do podjęcia decyzji. Jak wynika z listu kardynała Fieschi do nieobecnego kardynała Paltineriego ze stycznia 1265, kardynałowie zostali przymusowo zamknięci w budynku obrad. Środki te poskutkowały. W dniu 5 lutego 1265 podjęto decyzję o dokonaniu wyboru w procedurze compromissum, tj. przez wydelegowaną w tym celu komisję, a nie całe Święte Kolegium. Do składu komisji wybrano dwóch najbardziej skłóconych ze sobą kardynałów (prawdopodobnie Giovanniego Orsiniego i Riccardo Annibaldiego). Jeszcze tego samego dnia wybrali oni nieobecnego kardynała Guy Foulques, biskupa Sabiny. Fakt, że elekt był Francuzem i poddanym Karola Andegaweńskiego, dowodzi, że kardynałowie zdecydowali się na kontynuację polityki Urbana IV.
Wiadomość o werdykcie współbraci zastała elekta w podróży powrotnej z Anglii, gdzie przebywał jako legat papieski. Przyjął wybór jako Klemens IV. Z uwagi na wrogą postawę mieszkańców Rzymu, przeciwnych „cudzoziemcowi” na tronie piotrowym, ceremonia koronacji odbyła się w Viterbo. Jak się później okazało, Klemens IV nigdy nie odwiedził Rzymu jako papież.